# Tarnation
Tarnation è un film documentario del 2003 diretto e interpretato da Jonathan Caouette.
Il film autobiografico, della durata di 88 minuti, fu girato da Caouette nell'arco di più di 20 anni, ed è il risultato di un assemblaggio di centinaia di ore di registrazioni in Super 8, VHS, fotografie, perfino messaggi di segreterie telefoniche, con l'intento di raccontare la storia della propria vita e del rapporto con la madre Renee, malata di mente. Fu prodotto in origine utilizzando il proprio personal computer Macintosh.
Il film conquistò diversi premi, incluso quello per miglior documentario da parte della National Society of Film Critics, l'Independent Spirits, il Gotham Awards, l'LA e il London International Film Festival.

## Trama
Tarnation è un documentario autobiografico incentrato sull'infanzia e sulla prima età adulta di Caouette, così come su sua madre Renee LeBlanc, che fu sottoposta da giovane a elettroshock. Con un padre assente e una madre che lottava contro la malattia mentale, Caouette si ritrovò a vivere nell'area di Houston con i nonni, Adolph e Rosemary Davis, i quali, nonostante avessero una personalità segnata da diverse stranezze, riuscirono a fornire a Jonathan una struttura famigliare di grande supporto. Il film esplora la vita di Caouette mentre egli gestisce il proprio rapporto con la madre passando da figlio ad amico e, infine, perfino figura paterna, continuando a sviluppare la propria creatività come attore, scrittore e regista.
Caouette fece coming out come gay in giovane età e a 25 anni si trasferì a New York, trovando infine un compagno, David Sanin Paz. Entrambi vivono attualmente a New York. Come è documentato nel film, la madre di Jonathan visse con loro per un certo periodo, formando una famiglia inusuale. Una scena all'inizio del film riprende un Caouette di circa 11 anni che improvvisa un monologo come donna all'interno di una relazione segnata da abusi.

## Produzione
Caouette stava dando forma al proprio materiale quando inviò un'audizione su nastro per il film Shortbus di John Cameron Mitchell. Il nastro conteneva la ripresa di Jonathan quando a circa 11 anni imitava una moglie maltrattata.
Mitchell rimase impressionato e incoraggiò Jonathan a continuare a lavorare sul film. Avvertì inoltre Stephen Winter, all'epoca direttore artistico del MIX NYC, il New York Lesbian & Gay Experimental Film Festival. Stephen divenne il produttore di Tarnation. Una ripresa giunse nelle mani di Gus Van Sant, amico di Mitchell, lasciando anch'egli profondamente toccato dal lavoro di Jonathan. Sia Van Sant sia Mitchell si confermarono come produttori esecutivi.
Il film venne prodotto in origine con un budget di $218.32, usando il software gratuito iMovie su un computer Macintosh (budget al quale vanno aggiunti altri $400,000 spesi dal distributore per audio, stampa, musiche e tutti gli aggiustamenti audio/video per portare il film nelle sale).
Gli estratti all'inizio e alla fine del film sono tratti dalla poesia Desiderata di Max Ehrmann.

## Distribuzione
La prima del film, proiettata nel novembre 2003 al MIX, era di natura molto più astratta e della durata di circa 2 ore. Sotto il consiglio di Mitchell, Winter, e del co-editor Brian A. Kates, Caouette filmò nuove riprese e ridusse la durata del film a circa 90 minuti in occasione della proiezione al Sundance Film Festival del 2003 al Frontier Section. In quell'occasione fu invitato a presentarsi al Cannes Film Festival Director's Fortnight del 2004. La produzione del film non aveva a disposizione i $30,000 per fare la copia per il festival, ma all'ultimo minuto il distributore Wellspring si occupò di portare il film a Cannes, dove questo ottenne grandi acclamazioni dalla critica e una distribuzione planetaria.

## Colonna sonora
La colonna sonora usa brani di Donnette Thayer e Steve Kilbey (HEX), Lisa Germano, i Cocteau Twins, Dolly Parton, Low, Mark Kozelek, Glen Campbell, The Magnetic Fields, Iron and Wine, Strawberry Alarm Clock, Mavis Staples, Red House Painters, Marianne Faithfull e molti altri.
Due brani, Tarnation e Desperation, furono composti da Max Avery Lichtenstein per i titoli di coda. Safe As Milk, della band Hopewell, viene utilizzato invece nel trailer.